# Prytaneion

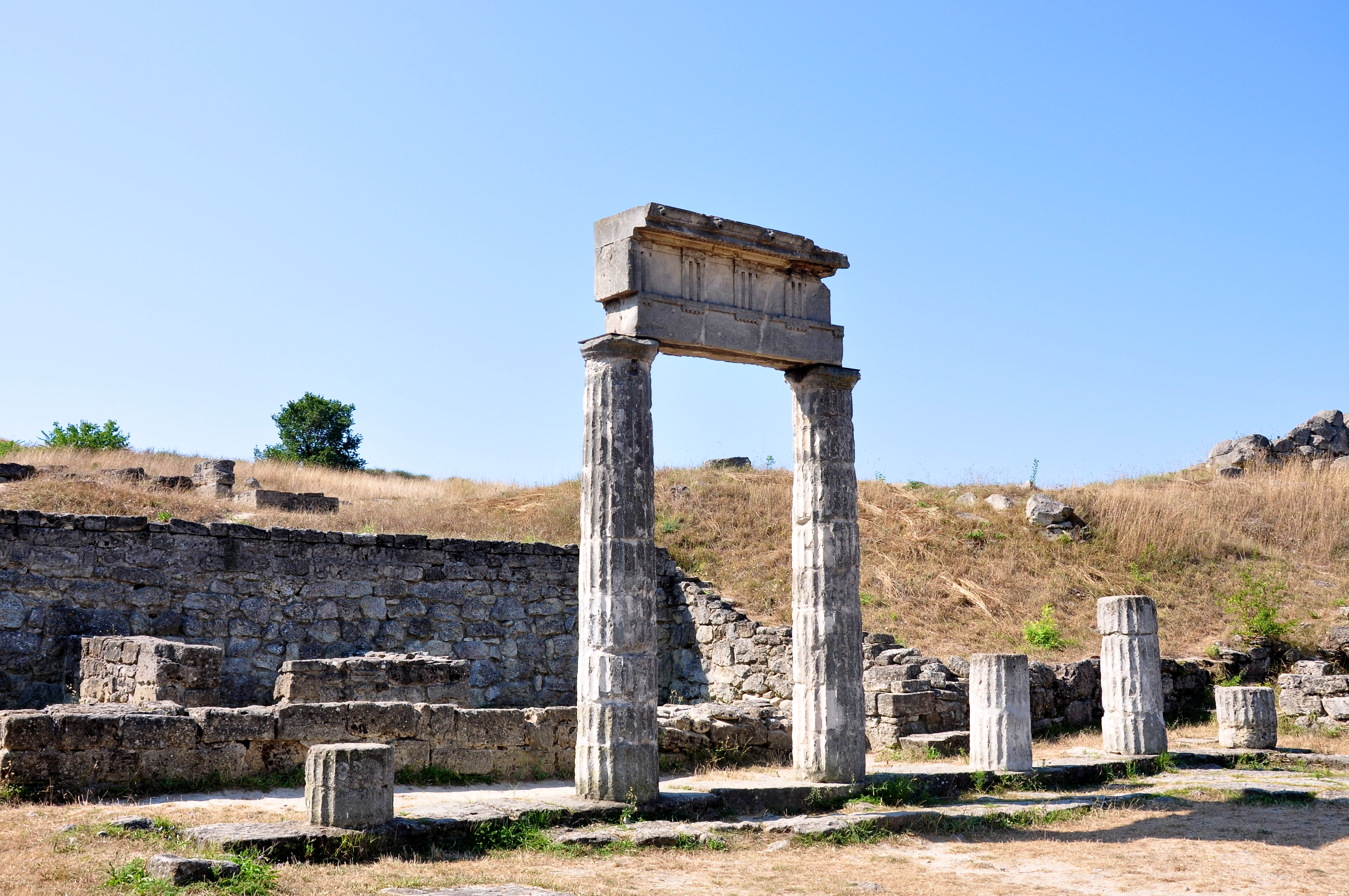
Prytaneion av Pantikapaion, 200 f. Kr.

Prytaneion var en samlingslokal i de forntida grekiska städerna, ”rådhus”. Ämbetsmännen som sammanträdde där kallades prytaner. I Aten var 50 av ”de femhundrades råd” som handlade de löpande ärendena.
Benämningen användes också för att hänvisa till den byggnad där tjänstemän och vinnarna av olympiska spelen möttes på Olympia. Prytaneion stod normalt i centrum av staden, i agora. Byggnaden innehöll den heliga elden av Hestia, härdens gudinnan, och var symbol för livet i staden.

## Tholos, Aten
På den sydvästra sidan av agora i Aten, och en del av Buleuterionkomplexet stod Tholos, ett runt tempel (tholos är det grekiska ordet för "dom eller kupol," när det används i en arkitektonisk bemärkelse), arton meter i diameter, vilket tjänade som säte för prytaneis i Aten och var deras Prytaneion. Det var denna runda utformning som tillät arkeologer att identifiera de allvarligt skadade byggnader som omger det. Det fungerade som ett slags universal plats, med både en matsal och sovutrymmen för en del av tjänstemännen. Detta boende var nödvändigt eftersom, efter de reformer som Kleisthenes genomfört, en tredjedel av senaten måste vara närvarande i komplexet vid alla tidpunkter. Den byggdes omkring 470 f.Kr. av Kimon för att fungera som en matsal för boule (medlemmar i senaten).

## Prytaneion, Olympia
På Olympia, var Prytaneion den plats där prästerna och domare levde; översteprästerna bodde i Theokoleon. Det står vid den nordvästra delen av Heras tempel och användes för fester och fester för vinnarna i de olympiska spelen. Här ligger även altaret till Hestia där den ursprungliga olympiska elden en gång brann.

## Prytaneion, Efesos
Prytaneion i Efesos fanns intill basilikan och utformningen av byggnaden har kunnat dateras till 200-talet f. Kr. under Lysimachos, men ruinerna av komplexet till Augustus tid. Den fyrkantiga gropen för den eviga lågan i mitten av hallen, där elden vaktades av gudinnans präster, dateras till Lysimachos. Pretaneion innehöll också rum för administrativa kontor och arkiv över staden och en matsal för officiella besökare. Två av de åtta kolumnerna i den främre sidan av byggnaden har överlevt till nutiden.